# Condado de Catron
El condado de Catron se encuentra localizado en el estado de Nuevo México. En el censo de 2000, registró una población de 3,543 habitantes. La cabecera del condado se sitúa en la localidad de Reserve.

## Características generales

### Geografía
De acuerdo con la Oficina del Censo de los Estados Unidos, el condado de Catron, tiene una superficie total de 17,946 km², de los cuales 17,943 km² pertenecen a tierras y sólo 3 km² que representan el 0.02% son de aguas.

### Condados Adyacentes
- Cibola - Norte
- Socorro - Este
- Sierra - Sureste
- Grant - Sur
- Greenlee, Arizona. - Oeste
- Apache, Arizona. - Oeste

### Demografía
En el censo de 2000, se registró una población de 3,543 habitantes, los cuales residían en 1,584 viviendas y estaban distribuidos en 1,040 familias.
La Densidad de la Población fue de 0.2 habs/km².
El 19.16% de la población era de origen hispano.

### Ciudades y Pueblos
- Reserve
- Dátil
- Quemado
- Pie Town
- Luna
- Aragón
- Glenwood